# Atli Dam
Atli Pætursson Dam vanligtvis Atli Dam, född 12 september 1932 i Tvøroyri, död 7 februari 2005, var en färöisk politiker. Dam var under totalt 16 år landets lagman (regeringschef).
Atli Dam var son till Peter Mohr Dam som även han var politiker. Atli var under 21 år partiledare för Javnaðarflokkurin.